# Campeonato Russo de Handebol Masculino
O Campeonato Russo Handebol Masculino, ou Super League é a maior competição de handebol da Rússia. O campeonato é realizado anualmente sob a forma de pontos corridos contando com doze clubes.

## Clubes da Edição de 2014-2015
| Clube                    | Arena(s)                                  | Capacidade |
| ------------------------ | ----------------------------------------- | ---------- |
| Dinamo Viktor Stavropol  | ?                                         | ?          |
| Energiya Voronezh        | ?                                         | ?          |
| Fakel-TKZ Torch Taganrog | ?                                         | ?          |
| Kaustik Volgograd        | Sporthalle „Dinamo“                       | 1 500      |
| Lokomotiv Tcheliabinsk   | ?                                         |            |
| Medvedi Perm             | V.P. Sukharev Sport Complex               | 2 500      |
| Medvedi Tchekhov         | Olimpiysky Sport Palace                   | 3 000      |
| SSAU Saratov             | ?                                         | ?          |
| SKIF Krasnodar           | Krasnodar Arena                           | 2 500      |
| Sungul Snezhinsk         | Physical Culture Sport Centre Chelyabinsk | 1 000      |
| Saint-Pétersbourg HC     | Palais des sports Ioubileïny              | 7 012      |
| Zarja Kaspija Astrakhan  | Sports Complex Star                       | 5 000      |

## Campeões desde 1992
| Temporada | Campeão               | Vice                   | Terceiro               |
| --------- | --------------------- | ---------------------- | ---------------------- |
| 1992-1993 | Saint-Pétersbourg HC  | Lokomotiv Tcheliabinsk | CSKA Moscou            |
| 1993-1994 | CSKA Moscou (1)       | Kaustik Volgograd      | Lokomotiv Tcheliabinsk |
| 1994-1995 | CSKA Moscou (2)       | Kaustik Volgograd      | Dinamo Astrakhan       |
| 1995-1996 | Kaustik Volgograd (1) | Lokomotiv Tcheliabinsk | CSKA Moscou            |
| 1996-1997 | Kaustik Volgograd (2) | Lokomotiv Tcheliabinsk | CSKA Moscou            |
| 1997-1998 | Kaustik Volgograd (3) | Istochnik Rostov       | SKIF Krasnodar         |
| 1998-1999 | Kaustik Volgograd (4) | Dinamo Astrakhan       | Lokomotiv Tcheliabinsk |
| 1999-2000 | CSKA Moscou (3)       | Kaustik Volgograd      | Dinamo Astrakhan       |
| 2000-2001 | CSKA Moscou (4)       | Energiya Voronezh      | Dinamo Astrakhan       |
| 2001-2002 | Medvedi Tchekhov      | Dinamo Astrakhan       | Energiya Voronezh      |
| 2002-2003 | Medvedi Tchekhov (6)  | Dinamo Astrakhan       | Medvedi Tchekhov 2     |
| 2003-2004 | Medvedi Tchekhov (7)  | Dinamo Astrakhan       | Medvedi Tchekhov 2     |
| 2004-2005 | Medvedi Tchekhov (8)  | Dinamo Astrakhan       | Saint-Pétersbourg HC   |
| 2005-2006 | Medvedi Tchekhov (9)  | Dinamo Astrakhan       | SKIF Krasnodar         |
| 2006-2007 | Medvedi Tchekhov (10) | Dinamo Astrakhan       | Kaustik Volgograd      |
| 2007-2008 | Medvedi Tchekhov (11) | Dinamo Astrakhan       | Kaustik Volgograd      |
| 2008-2009 | Medvedi Tchekhov (12) | Kaustik Volgograd      | SKIF Krasnodar         |
| 2009-2010 | Medvedi Tchekhov (13) | Saint-Pétersbourg HC   | Kaustik Volgograd      |
| 2010-2011 | Medvedi Tchekhov (14) | Saint-Pétersbourg HC   | Kaustik Volgograd      |
| 2011-2012 | Medvedi Tchekhov (15) | Saint-Pétersbourg HC   | Sungul Snejinsk        |
| 2012-2013 | Medvedi Tchekhov (16) | Saint-Pétersbourg HC   | SKIF Krasnodar         |

## Títulos
Títulos por Clube
| Equipe                         | Vitórias                                                                                               |
| CSKA Moscou e Medvedi Tchekhov | 16 (1994, 1995, 2000, 2001) e (2002, 2003, 2004, 2005, 2006, 2007, 2008, 2009, 2010, 2011, 2012, 2013) |
| Kaustik Volgograd              | 4 (1996, 1997, 1998, 1999)                                                                             |
| Saint-Pétersbourg HC           | 1 (1993)                                                                                               |

## Ligações Externas
- Site oficial da liga